# Isla Mavulis
Isla de Mavulis también llamada antiguamente Isla Yami o Isla Diami es la más septentrional de las islas Batanes y la más septentrional del país asiático de Filipinas. Forma parte de la provincia archipelágica de Batanes. La isla está deshabitada, pero está vigilada por el ejército. También la visitan con frecuencia pescadores locales (sobre todo de Itbayat y Basco) para actividades de pesca o relacionadas.
La isla cuenta con un refugio militar y de pescadores de nueva construcción, una planta desalinizadora de agua, un helipuerto, un faro y un asta de bandera en lo alto de la colina de la isla. La isla también alberga el asta de bandera más al norte del país. Esta isla está más cerca de Taiwán que la capital, Manila, a 733 km, y a 98 km del territorio taiwanés más cercano (la isla deshabitada de Hsiao-lan-yu (Orquídea Menor)), y a 142 km del cabo Eluanbi, el punto más meridional de Taiwán continental[no verificado en el organismo. La distancia a Taipei es de 272 millas (473 km).

## Etimología
Los antiguos nativos de Batan también llamaban a la isla Dimavulis o Dihami, que significa «norte» en ivatan. Algunos miembros del gobierno colonial español la llamaron Diami, y se conoce como Yami o Y'Ami en la mayoría de los mapas de Filipinas de la época colonial estadounidense. Estos últimos no deben confundirse con los aborígenes yami de Taiwán, que viven en islas más al norte, más allá de los límites territoriales filipinos, pero están emparentados geográfica, cultural y lingüísticamente con el pueblo ivatan. La isla también se llama Amianan, que significa «norte» en ilocano.

## Historia
Conocida por los españoles como Isla Yamio Diami paso a control estadounidense en 1898 y luego con la Independencia a Filipinas. En 2016, el Mando de las Fuerzas Armadas de Filipinas en Luzón Septentrional impulsó el establecimiento de un destacamento de la Marina en la isla de Mavulis para afirmar la soberanía de Filipinas sobre el punto más septentrional del archipiélago. El destacamento de la Marina se inauguró en 2018, con un refugio para pescadores terminado en 2019 y entregado al municipio local para su mantenimiento y funcionamiento.

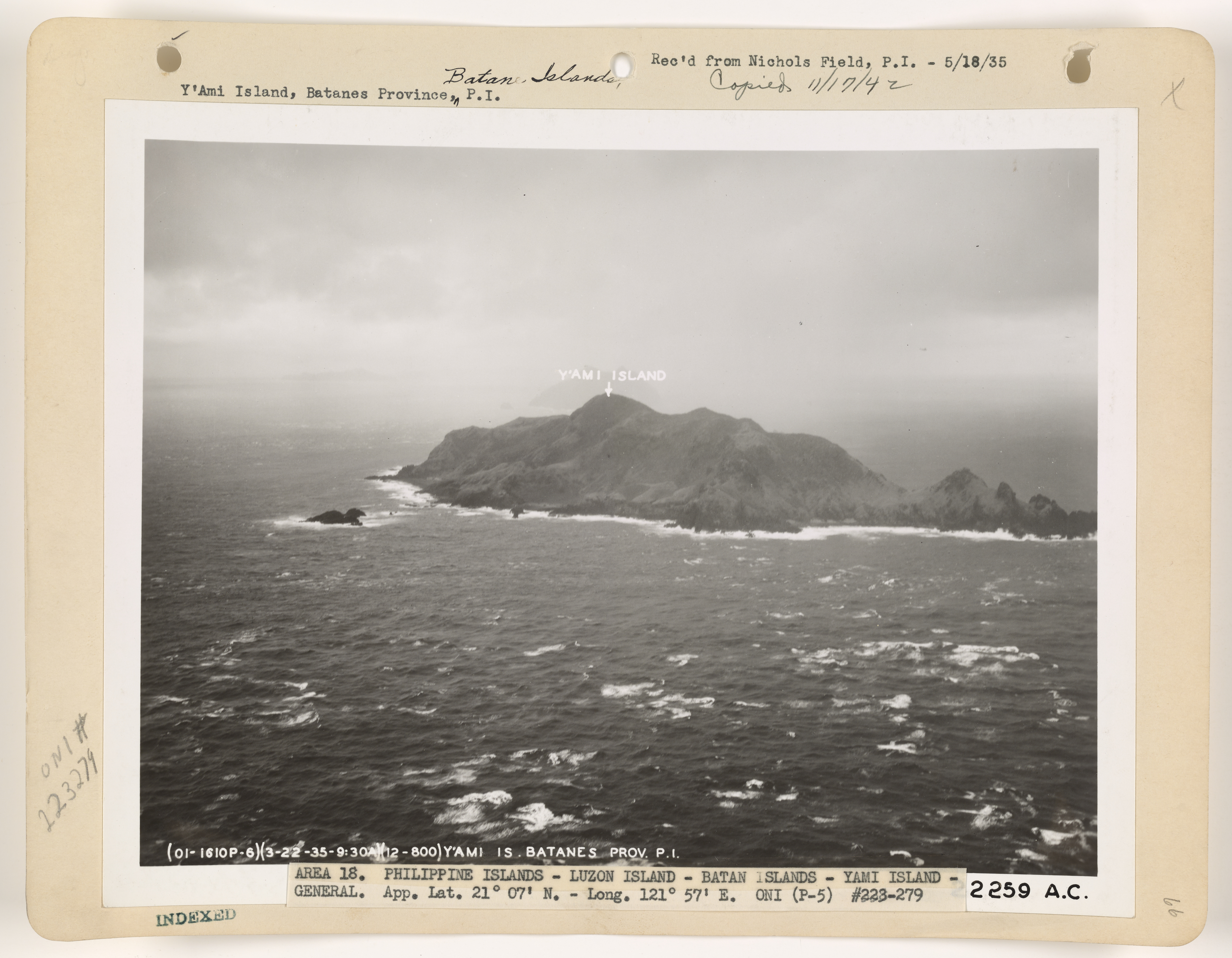
Vista de la Isla en 1935

En mayo de 2021, el Departamento de Defensa de Filipinas anunció la electrificación de la isla a través de una estación de energía solar, con un generador diésel de respaldo. Esto se hizo con la ayuda de la Fundación One Meralco. El DND también anunció la puesta en marcha de una planta desalinizadora para suministrar agua potable al personal destinado en la isla.
En octubre de 2023, las Fuerzas Armadas de Filipinas inauguraron un nuevo destacamento naval como cuartel general de las tropas militares en la isla. «Esta isla subraya la importancia estratégica de este destacamento. Sirve como nuestro centinela vigilante en las playas más septentrionales de nuestras fronteras marítimas, garantizando la seguridad y la soberanía de nuestra patria», dijo Fernyl G. Buca, Mando de las Fuerzas Armadas del Norte de Luzón.
En marzo de 2024, «El plan para construir un puerto civil financiado por EE.UU. en la isla de Mavulis, desarrollado en coordinación con el ejército filipino, tiene como objetivo acoger a los trabajadores filipinos que huyen a Taiwán en caso de crisis», dijo la gobernadora Marilou Cayco. El jefe de la marina filipina, Toribio Adaci Jr., añadió que el país necesitaba mejorar sus capacidades frente a posibles amenazas de conquista o invasión. El ejército de Estados Unidos llegará en abril para discutir la posibilidad de que las nuevas instalaciones sean una alternativa a la zona occidental de la isla.

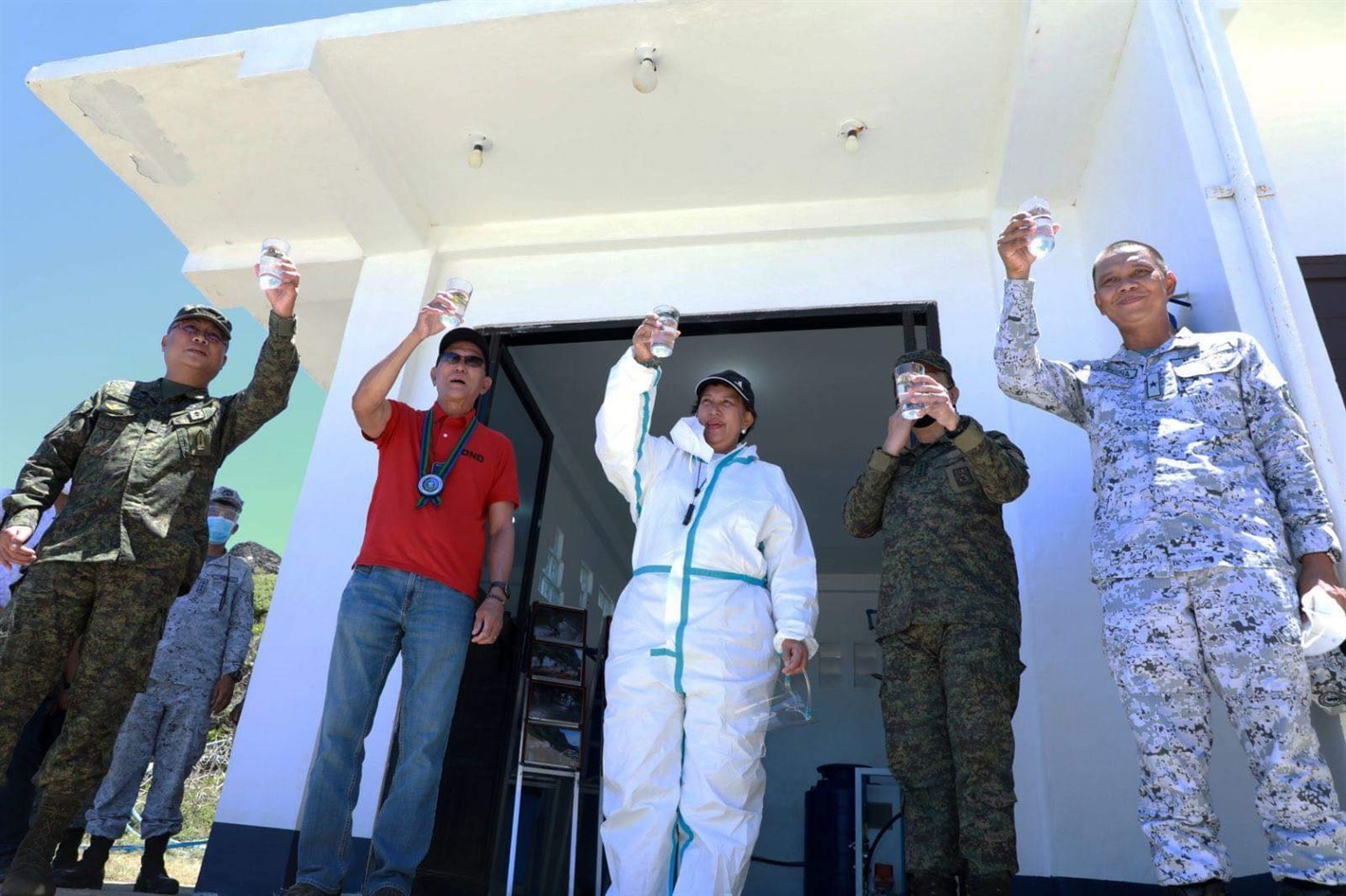
El entonces Secretario de Defensa Delfin Lorenzana en la inauguración de una planta desalinizadora en la isla en 2021

## Geografía
La isla de 1,1 kilómetros cuadrados forma parte del Arco Volcánico de Luzón y se encuentra a 141 km (88 mi) al sureste del extremo sur de la isla principal de Taiwán y a 98 km (61 mi) de la isla taiwanesa más cercana, la «Isla de la Orquídea Menor». La distancia a Luzón es de 288 km (179 mi). La isla mide 2,2 km de largo y hasta un kilómetro de ancho. El punto más alto, la colina de Y'Ami, mide 219 metros. La isla es rocosa en las costas, pero está cubierta de vegetación exuberante, como manglares, palmeras vuyavuy y otros arbustos autóctonos. En la isla abundan los cangrejos cocoteros.